# Arte turca

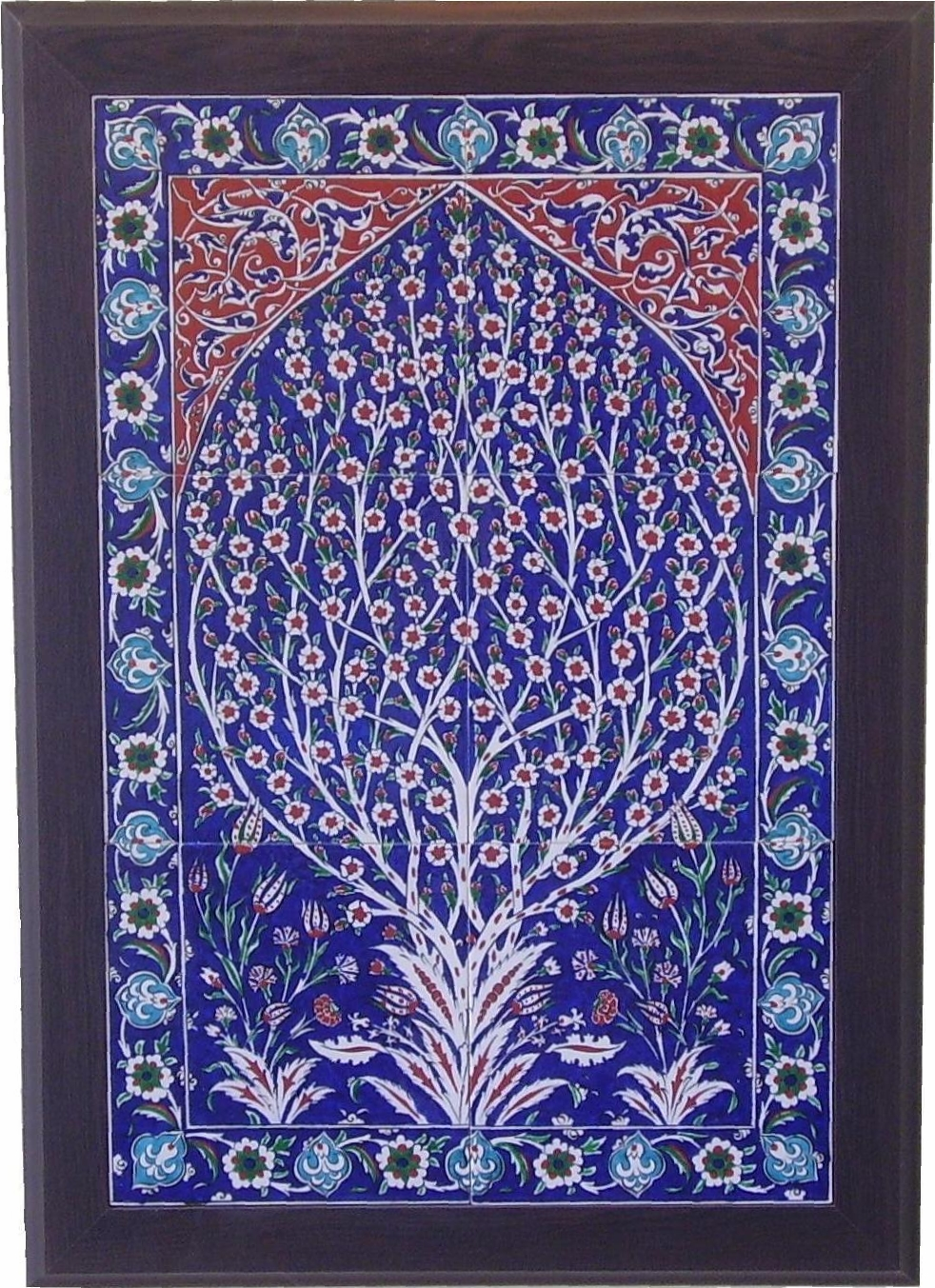
Piastrella turca blu

Per Arte turca s'intendono le arti visive originatesi nell'area geografica occupata dalla Repubblica di Turchia dal Medioevo (periodo in cui la popolazione estremo-asiatica dei turchi s'insedio in Anatolia) all'Età Contemporanea. La medesima area, durante l'Antichità, diede i natali a forme artistiche legate alle varie culture che vi si avvicendarono: Ittiti, Antichi Greci, Romani e Bizantini. Elemento dominante dell'arte turca "moderna" è l'influsso culturale dell'Impero ottomano, la compagine statale turca più solida e duratura, seppur non siano mancati contributi da parte del Sultanato di Rum (erede anatolico del "turco" Impero selgiuchide) e dei c.d. Beilicati turchi d'Anatolia (XI e XIII secolo).
Il periodo di massimo fulgore dell'arte turca è individuato nel XVI e XVII secolo, durante cioè lo zenit del potere imperiale ottomano, ed in particolare durante il regno del sultano ottomano Solimano il Magnifico (1520-1566).

## Architettura
L'architettura turca venne sviluppata dagli Ottomani a Bursa e Edirne nel XV-XVI secolo sviluppando modelli selgiuchidi, persiani, bizantini e mamelucchi. Fondamentale in tale senso fu la conquista di Costantinopoli, a seguito della quale, per quasi 400 anni, l'architettura bizantina (es. la chiesa di Hagia Sophia) servì da modello per la costruzione di molte moschee turche.
Con il passaggio dai Mamelucchi alla regola ottomana del 1517, la Siria fosse finita sotto il dominio di Istanbul, senza che l'amministrazione della capitale interferisse con le provincie, le quali conservarono la tradizione architettonica e decorativa locali, risentendo dell'influsso dello stile ottomano e occidentale con quasi mezzo secolo di ritardo. Essi diedero vita ad uno stile neo-ottomano, la cui architettura ottomana è stata descritta come una sintesi fra l'architettura del Mediterraneo e del Medio Oriente.
Gli Ottomani raggiunsero elevati livelli di perfezione in architettura. Essi ebbero grande padronanza nella tecnica della costruzione di ampi spazi interni limitati da cupole, apparentemente senza peso, ancorché enormi, e raggiunsero una perfetta armonia tra spazi interni ed esterni, così come nell'articolazione fra luci e ombre. L'architettura religiosa islamica, che fino ad allora era costituita da semplici costruzioni con estese decorazioni, venne trasformata dagli Ottomani attraverso un vocabolario architettonico dinamico di volte, cupole, semi cupole e colonne. La moschea venne trasformata da una sala angusta e buia, con pareti ricoperte di arabeschi in un santuario di equilibrio estetico e tecnico, raffinata eleganza e un pizzico di celeste trascendenza.

## Miniatura
Stilisticamente, la miniatura ottomana deriva dalla miniatura persiana e risente dell'influenza della miniatura cinese. Si tratta di una manifestazione molto importante dell'arte ottomana e costituisce solo una delle specifiche forme d'arte che concorrevano, ad Istanbul come negli altri grandi centri culturali osmanidi, alla creazione di libri di pregevolissima fattura: ossia la c.d. "illuminazione" (tezhip), la calligrafia (hat), la marmorizzazione (ebru) e la legatura (cilt).

## International Congress of Turkish Art
Dal 1959, in una capitale europea a rotazione si svolge ogni quattro anni l'International Congress of Turkish Art, la principale vetrina internazionale nella quale artisti tirchi provenienti da tutto il mondo espongono i propri manufatti di arte moderna.

## Galleria d'immagini

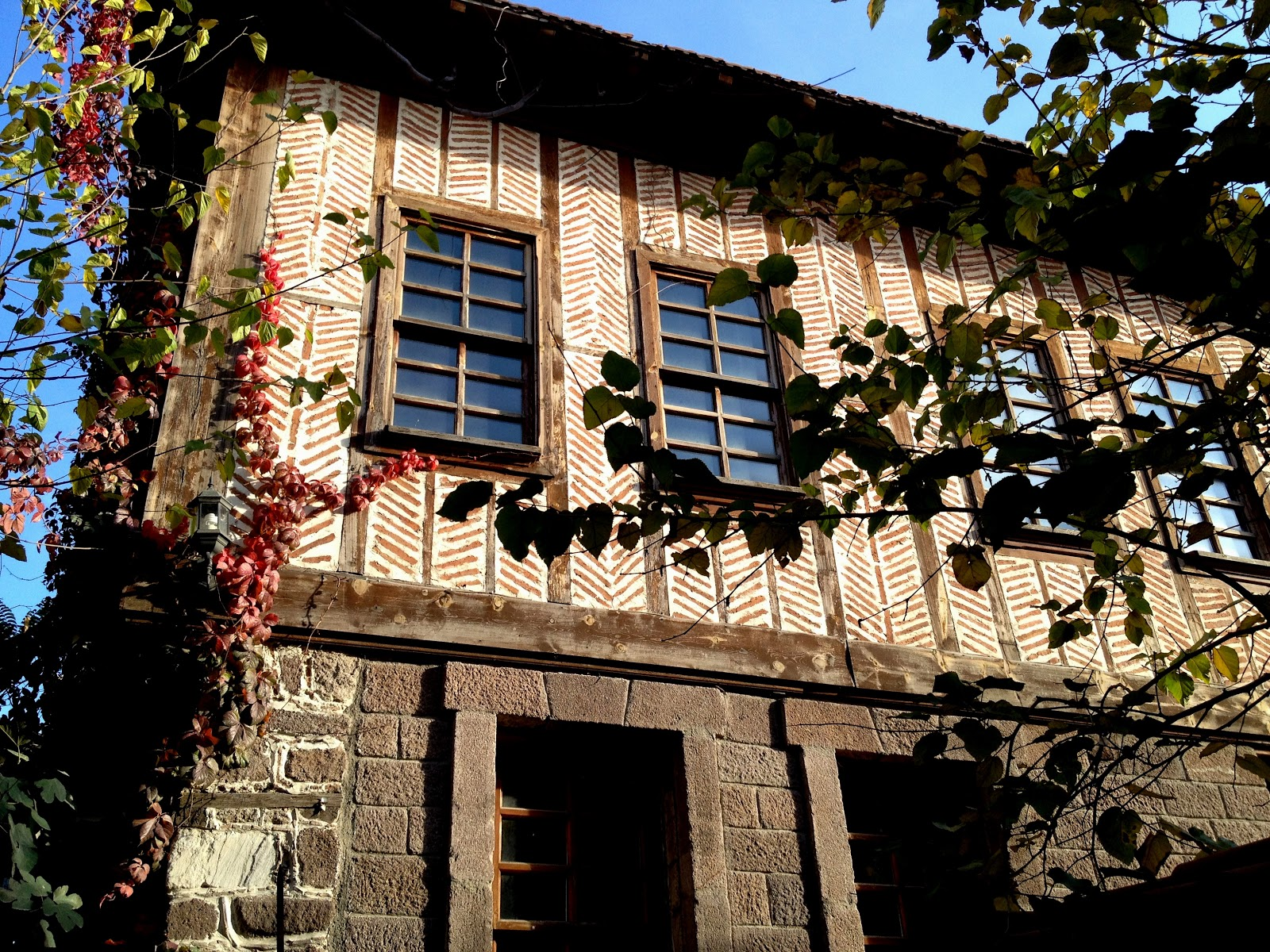
Classiche case turche in legno
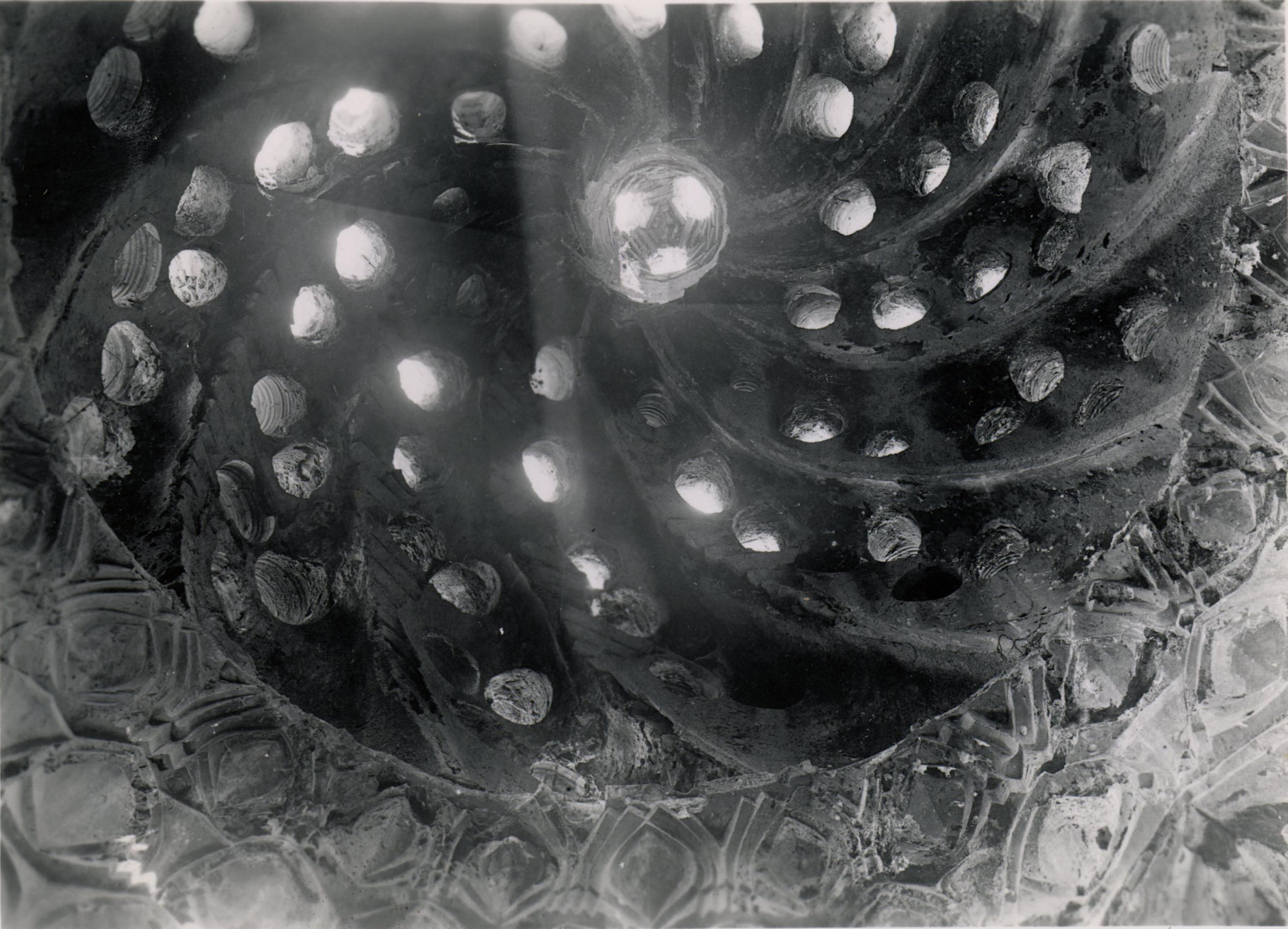
Il bagno turco di İznik İsmail Bey
Tughra del Sultano ottomano Mahmud II